# Castello di Meillant

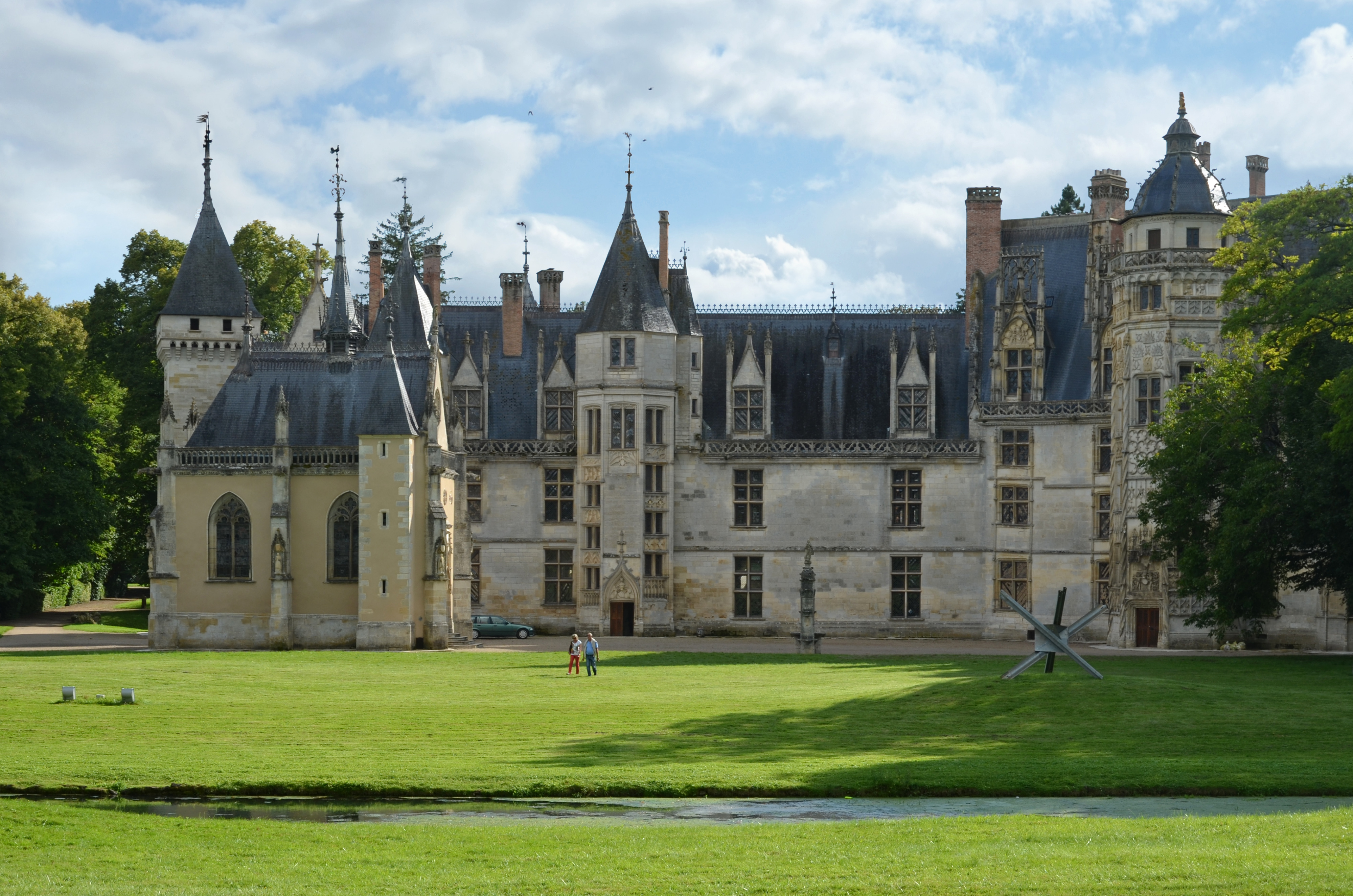
Castello di Meillant

Il castello di Meillant è un castello medievale, ricostruito in parte alla fine della guerra dei cent'anni, in stile tardo gotico, situato nel comune francese di Meillant.
Precedentemente nello stesso luogo era attestato un castello già agli inizi del XIII secolo, ma fino agli inizi del XV secolo il castello non appartenne per lungo tempo ad una sola famiglia, ma veniva di volta in volta affidato a famiglie diverse. Nulla cambiò fino a quando la famiglia de Buel l'acquistò.
Nel 1438 Margherita de Buel sposò Pietro d'Amboise, e così il castello passò al casato degli Amboise. Fu così trasmesso al figlio Carlo I d'Amboise, e nel 1481 passò ai suoi successori che continuarono i lavori di ampliamento del castello. In particolare Carlo II d'Amboise, innamorato del suo castello e inviato dal re a Milano, s'interessò molto ai torrioni quadrati merlati, classici dell'architettura longobarda, tanto che tornato a Meillant fece riprendere i lavori al castello e vi aggiunse due alti torrioni quadrati, arricchiti ed abbelliti da ornamenti francesi e dai caratteristici tetti d'ardesia.
Il castello ospitò anche il re di Francia Luigi XII, che tuttavia non fu soddisfatto dell'ospitalità a causa dei lavori in corso. In una lettera si lamentò di essersi sporcato la veste di fango nei cantieri, tuttavia Carlo II provò a invitarlo nuovamente.

## Stile
Il gotico fiameggiante, classico della cultura europea e soprattutto francese e fiamminga del periodo, caratterizza indubbiamente il castello.
I materiali usati per la costruzione furono, come da tradizione francese, l'ardesia per i tetti e il tufo bianco per le pareti, poiché ha la caratteristica di essere luminoso e molto resistente.